# Antonín Krumnikl
Antonín Krumnikl (* 11. února 1941 Plzeň) byl český a československý politik KSČ, na konci normalizace ministr paliv a energetiky Československé socialistické republiky.

## Biografie
Pocházel z rodiny hutního inženýra. Členem KSČ se stal roku 1959. Vystudoval střední školu a pracoval jako horník na Dole Hlubina. Zde se později stal vedoucím těžebního úseku, vedoucím pole a zástupcem vedoucího závodu. Dálkově absolvoval Vysokou školu báňskou v Ostravě. V roce 1972 byl jmenován ředitelem Dolu Antonín Zápotocký a investičním a výrobním ředitelem generálního ředitelství Ostravsko-karvinských dolů, kde později byl ředitelem pro techniku. Zasedal v Ústředním výboru SSM. Bylo mu uděleno Vyznamenání Za zásluhy o výstavbu.
V říjnu 1988 se stal ministrem paliv a energetiky v československé vládě Ladislava Adamce. Na tomto postu setrval i po sametové revoluci pod pověřeným vedením Mariána Čalfy. V první vládě Mariána Čalfy (vláda národního porozumění) již nebyl.
Později působil jako podnikatel a manažer společnosti Kovohutě Břidličná. Byl obžalován z trestného činu zneužívání informací v obchodním styku, ale roku 2008 ho soud osvobodil.